# Gare de Cloyes
La gare de Cloyes est une gare ferroviaire française de la ligne de Brétigny à La Membrolle-sur-Choisille, située sur le territoire de la commune de Cloyes-sur-le-Loir (commune déléguée de Cloyes-les-Trois-Rivières), dans le département d'Eure-et-Loir, en région Centre-Val de Loire.
Elle est mise en service en 1865 par la Compagnie du chemin de fer de Paris à Orléans (PO). C'est une halte ferroviaire de la Société nationale des chemins de fer français (SNCF) desservie par des trains TER Centre-Val de Loire.

## Situation ferroviaire
Établie à 106 mètres d'altitude, la gare de Cloyes est située au point kilométrique (PK) 145,777 de la ligne de Brétigny à La Membrolle-sur-Choisille, entre les gares ouvertes de Châteaudun et de Fréteval - Morée ; avant celle-ci, s'intercalent les gares fermées de Saint-Jean-Froidmentel et de Saint-Hilaire-la-Gravelle.

## Histoire
La gare de Cloyes est mise  en service le 28 décembre 1865 par la Compagnie du chemin de fer de Paris à Orléans, lorsqu'elle ouvre à l'exploitation la première section, de Brétigny à Vendôme, de sa ligne de Paris à Tours par Châteaudun et Vendôme.

## Fréquentation
De 2015 à 2023, selon les estimations de la SNCF, la fréquentation annuelle de la gare s'élève aux nombres indiqués dans le tableau ci-dessous.
| Année     | 2015   | 2016   | 2017   | 2018   | 2019   | 2020   | 2021   | 2022   | 2023   |
| --------- | ------ | ------ | ------ | ------ | ------ | ------ | ------ | ------ | ------ |
| Voyageurs | 14 041 | 12 263 | 11 580 | 11 289 | 14 659 | 11 071 | 15 729 | 19 900 | 21 144 |

## Service des voyageurs

### Accueil
Halte ferroviaire SNCF, c'est un point d'arrêt non géré (PANG), équipé d'un automate, disponible 24/24h.

### Dessertes
Cloyes est desservie par des trains du réseau TER Centre-Val de Loire sur les relations Paris-Austerlitz, ou  Châteaudun, Tours.

### Intermodalité
Un parc pour les vélos et un parking pour les véhicules y sont aménagés.

## Patrimoine ferroviaire

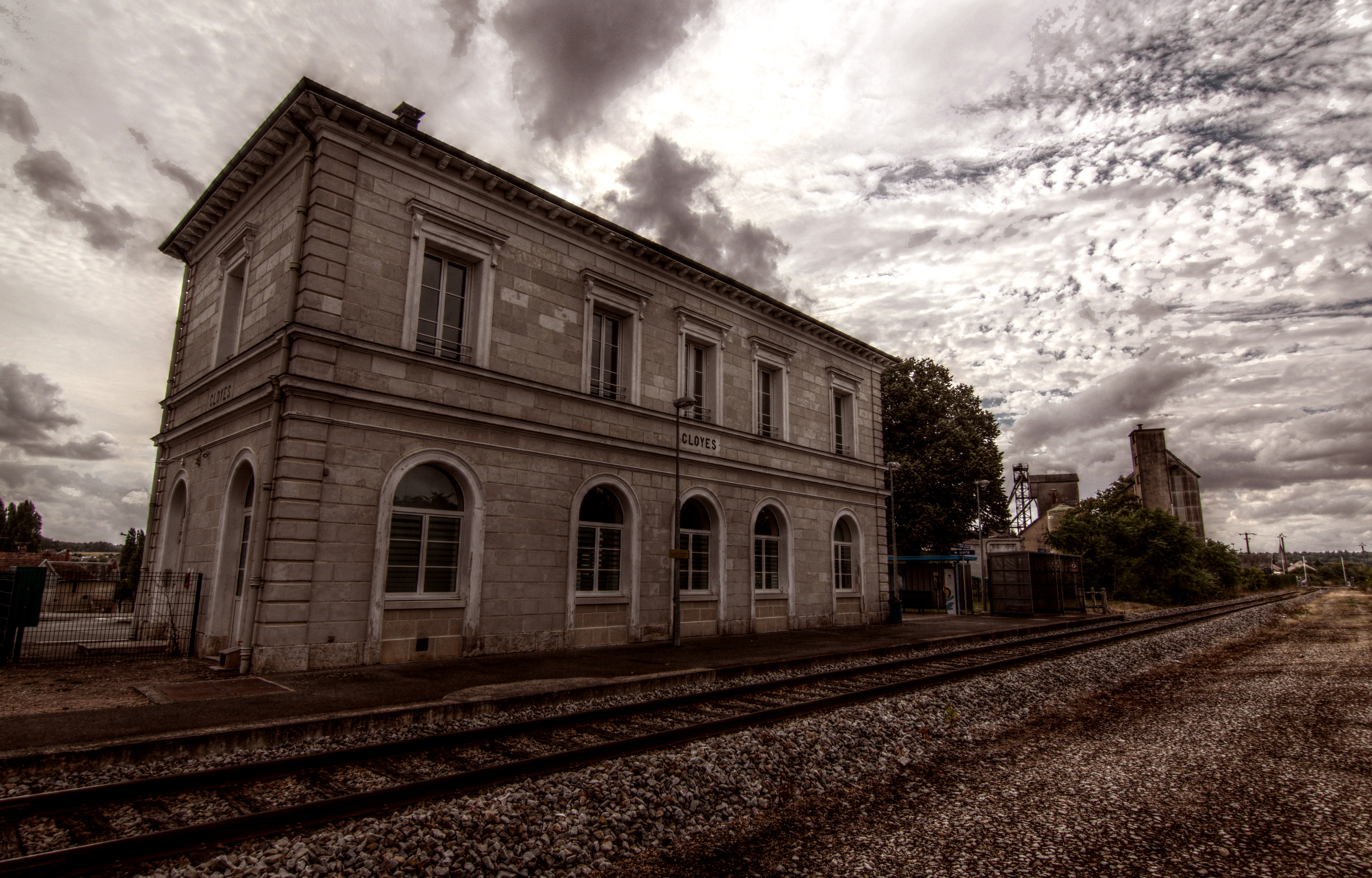
Gare de Cloyes.

L'ancien bâtiment voyageurs héberge une maison des services publics.